# 新在家駅
新在家駅（しんざいけえき）は、兵庫県神戸市灘区新在家北町一丁目にある、阪神電気鉄道本線の駅。駅番号はHS 27。
1967年に高架化されるまでは、現在地より南（現在の国道43号付近）に駅があった。跡地は商業施設や駐車場になっている。

## 歴史
- 1905年（明治38年）4月12日：阪神本線の開業と同時に東明駅（とうみょうえき）として開業[2]。なお、当駅と大石駅の間に（初代）新在家駅が別に存在していた（1929年廃止）。
- 1930年（昭和5年）2月11日：（2代目）新在家駅に改称[2]。
- 1967年（昭和42年）7月2日：石屋川駅 - 西灘駅間直線化・高架化に伴い北へ移転[2]。同時に東側にあった新在家車庫[注 1]が廃止され車庫所在駅ではなくなる。
- 1995年（平成7年）
  - 1月17日：阪神・淡路大震災により阪神本線運休。当駅も一時営業中止となる。
  - 6月26日：御影駅 - 西灘駅間運転再開（阪神本線の全線復旧）により営業再開。
- 2006年（平成18年）10月28日：ダイヤ改正により、準急の当駅への乗り入れがなくなり、全優等列車の通過駅となる。
- 2014年（平成26年）4月1日：駅番号導入[3][4]。

## 駅構造
相対式ホーム2面2線を有する高架駅である。分岐器や絶対信号機を持たないため、停留所に分類される。改札口は梅田寄りの1か所のみで1階にあり、ホームは2階にある。

### のりば
| 番線 | 路線  | 方向 | 行先                               |
| ---- | ----- | ---- | ---------------------------------- |
| 1    | ■本線 | 上り | 尼崎・大阪（梅田）・難波・奈良方面 |
| 2    | ■本線 | 下り | 神戸（三宮）・明石・姫路方面       |

- 実際には構内に上記ののりば番号表記はないが、公式サイトの構内図では上りホームが1番線、下りホームが2番線とされている。ホーム有効長は19m級の阪神車両6両編成に対応する120メートルであるが、現行ダイヤでは6両編成の営業列車は停車しない。21m級の近畿日本鉄道車両6両編成は停車できない。

| ← 梅田方面 | 新在家駅配線略図 | → 三宮・元町方面 |
| 凡例 出典: |                  |                  |

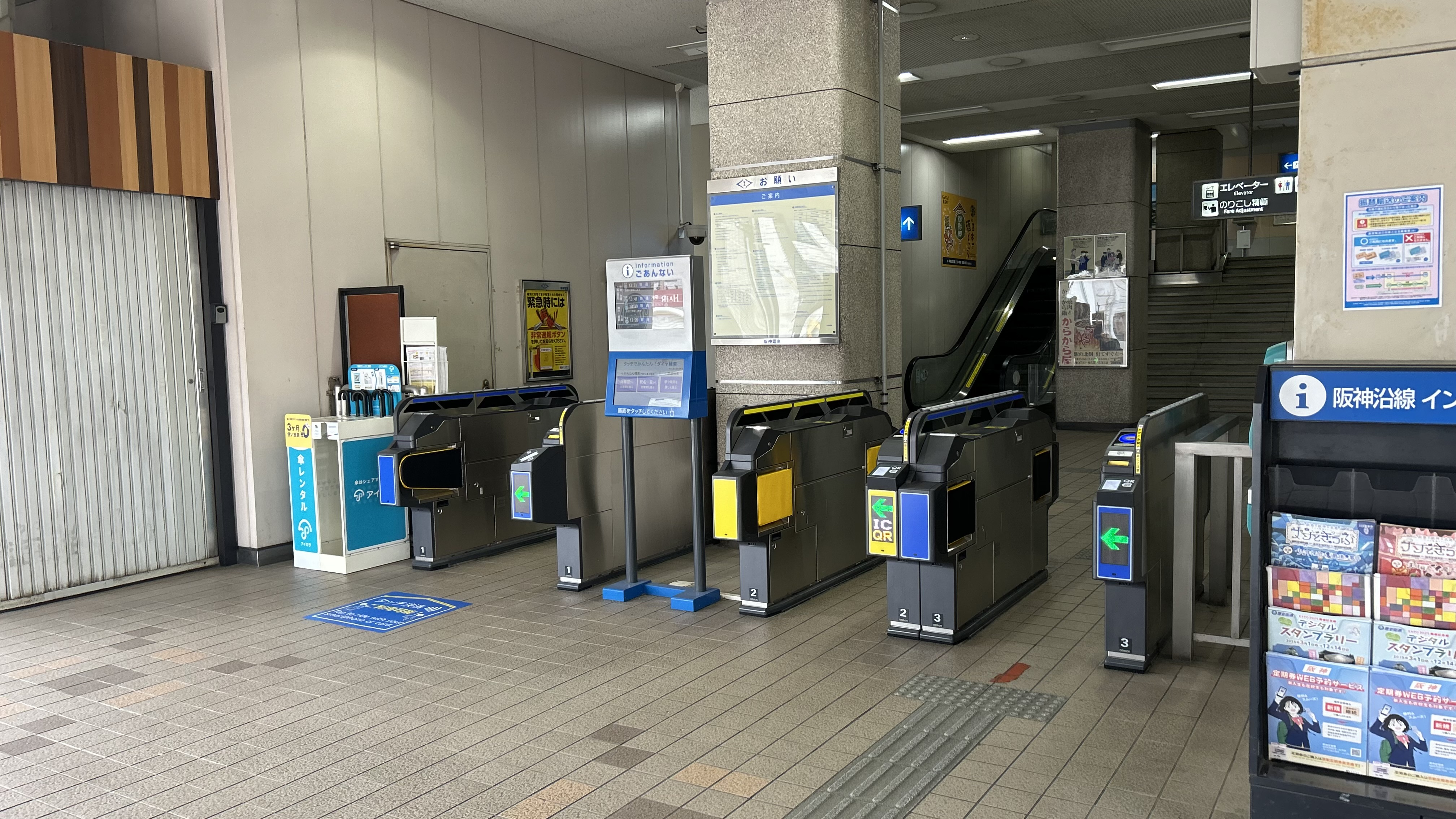
改札口
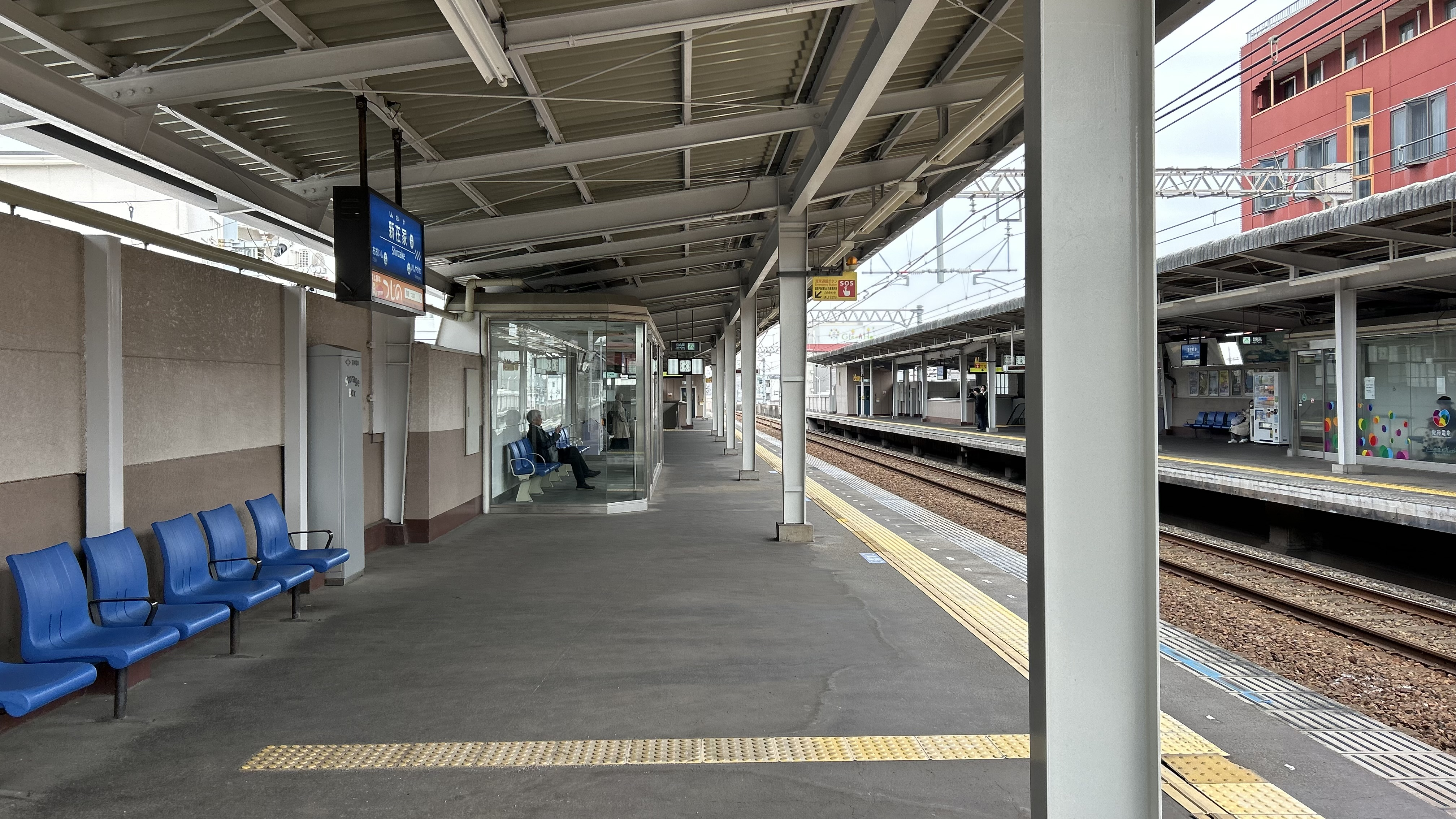
大阪方面ホーム
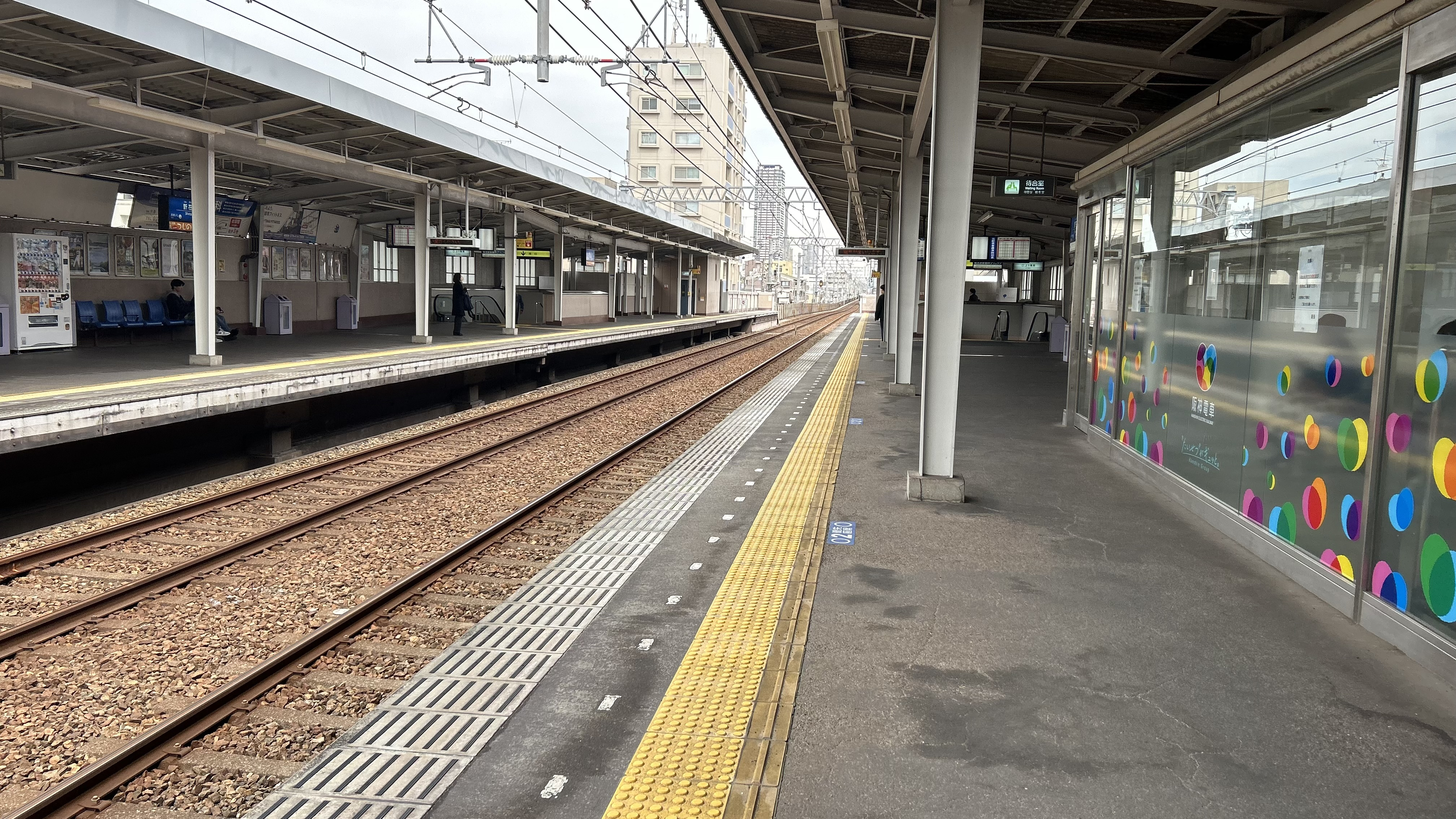
神戸方面ホーム
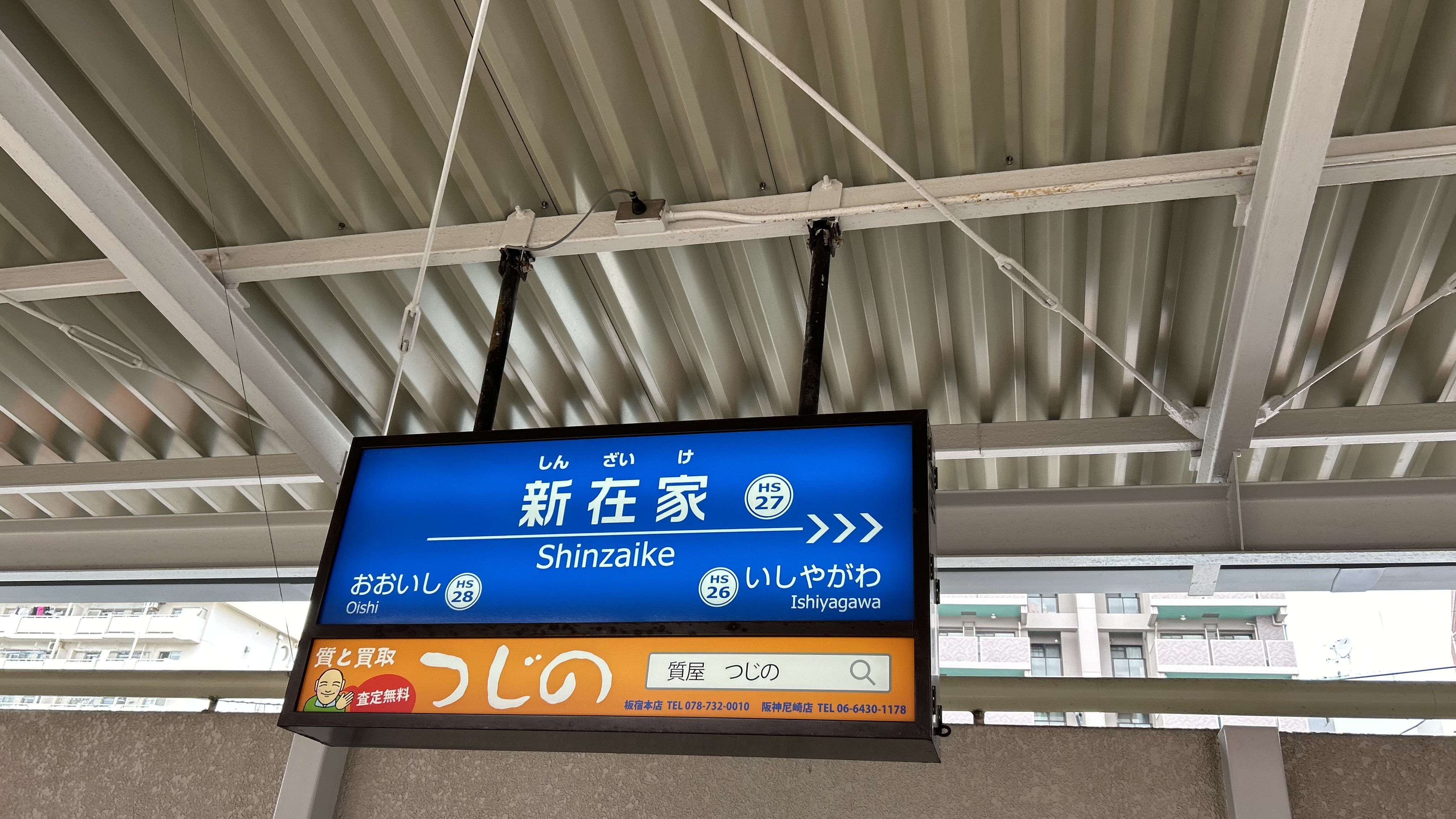
駅名標

## 利用状況
2023年11月の1日の平均乗降人員は10,833人である。阪神電気鉄道の駅では香櫨園駅に次いで第28位。2002年を境に利用者数は増加に転じている。
また、2022年度の1日平均乗車人員は5,260人である。

## 駅周辺
駅の北方、約500mの位置に西日本旅客鉄道（JR西日本）六甲道駅がある。阪急電鉄六甲駅へは約1,200mあり、上り坂で徒歩では15 - 20分程度かかる。
- 神戸製鋼所神戸製鉄所
  - 神戸発電所・灘浜サイエンススクエア
- 阪神電気鉄道石屋川車庫（阪急オアシス石屋川店・スギ薬局石屋川店・ヒロコーヒー阪急オアシス石屋川店）
- 灘区役所[2]
- 神戸桜口郵便局
- 東明郵便局
- サザンモール六甲B612
- マックスイエローハット神戸灘店
- ダイエー 新在家店（旧・マルナカ）
- コーナンPRO新在家店
- ラ・ムー神戸灘店
- 業務スーパー 灘店
- 神戸六甲ボウル（ボウリング場）
- 灘温泉六甲道店
- こうべ甲南 武庫の郷
  - 高嶋酒類食品 甲南漬本店
  - 甲南漬資料館

### バス路線
- 神戸市バス（阪神新在家停留所）
  - 103系統　阪神大石・JR六甲道行き

この他に、駅の北方約200mの位置に神戸市バス・阪神バスの灘区役所前停留所（神戸市の副名称は桜口、阪神は八幡桜口）があり、六甲山方面（阪急六甲、神戸大学、六甲ケーブル下、鶴甲団地方面）、阪神西宮・阪神三宮方面（国道2号経由）へのバスが発着する。

## 隣の駅
阪神電気鉄道
本線
■直通特急・■特急・■快速急行
通過
■普通
石屋川駅 (HS 26) - 新在家駅 (HS 27) - 大石駅 (HS 28)
- 前述したが、1929年までは当駅（当時は東明駅）と大石駅の間に（初代）新在家駅が存在した。